# Sana Na N'Hada
Sana Na N'Hada est un réalisateur bissau-guinéen, né le 26 mai 1950 à Enxalé (en), Guinée-Bissau.

## Biographie

### Guerre d'indépendance
Sana Na N'Hada s'engage dès l'âge de 13 ans dans la guerre d'Indépendance. Après deux ans passés à s'occuper des malades dans un hôpital de campagne, il aurait voulu faire médecine mais, remarqué par le leader révolutionnaire Amilcar Cabral, il est envoyé à 17 ans avec Flora Gomes, Josefina Lopes Crato et José Bolama Cobumba, pour apprendre le cinéma et pouvoir ainsi documenter la lutte pour l'Indépendance. Il y suit les cours du lycée Vladimir Ilich Lenin à la Havane et d'avril à novembre 1971 de l’Institut cubain des arts et de l'industrie cinématographiques. Il se rend ensuite à Dakar pour un stage de perfectionnement de 18 mois aux “Actualités sénégalaises”, sous la direction de Paulin Soumanou Vieyra.
Jusqu'en octobre 1974, il est reporter dans les fronts Nord et Est de la Guinée-Bissau, en guerre contre le colonialisme portugais. Il réalise ainsi une centaine d'heures de reportages. 60 % en sont perdus à la suite de l'expulsion par un secrétaire d'État qui voulait occuper l'espace pour faire une agence de presse écrite de la salle de montage dont il disposait avec Flora Gomes. Ces archives restantes vont cependant lui servir, notamment dans le film Nome présenté à la section ACID au festival de Cannes 2023 où elles sont en miroir du récit fictionnel.
Le 24 septembre 1973, il documente comme reporter dans le maquis la proclamation de l’Etat de Guinée-Bissau. Il poursuit la mission que lui avait donné Amilcar Cabral : « filmer l'Histoire de son pays pour porter son développement ». Les pellicules 16mm tournées jusqu'alors n'avaient pas été développées par manque d'argent. Elles le sont avec l'aide du gouvernement suédois. Pour Le Retour d'Amilcar Cabral, Sana na N'Hada utilise les images qu'il a d'Amilcar Cabral vivant et celles du Hollandais Rudy Spee pour les monter avec la remise à Conakry des restes du leader assassiné au PAIGC par Sékou Touré.

### Responsable et cinéaste
En 1978, il est cofondateur de l’Instituto Nacional de Cinema e Audiovisual de Guinée-Bissau (INCA), dont il est aussitôt élu directeur. Il le reste jusqu'en 1999, sous le contrôle du ministère de l'Information et de la Culture.
En 1979, il est preneur de son dans Le Balcon, documentaire de 15 minutes de la Française Anita Fernandez. Il est également caméraman sur Sans Soleil de Chris Marker et assistant de Sarah Maldoror sur ses documentaires Fogo, île de feu et Cap-Vert, un carnaval dans le Sahel. En 1980, il est caméraman sur un documentaire de 26’ du Hollandais Joop van Wijk, sur la coopération Pays Bas/Guinée-Bissau, et en 1983 sur Alter Ego, documentaire de 2x45 minutes du même réalisateur. 
En 1984, il réalise Fanado, un documentaire de 26 minutes sur un rite balante d'initiation.  Il poursuit son travail documentaire en 2005 en réalisant pour TV5 A Nossa Guiné en versions de 26′ et 52′, ainsi que Bissau d’Isabel, documentaire de 52′ de production portugaise, et en 2020 le court métrage Macaréu qui reste à terminer.  
En 1990, il est assistant sur Flycten, long métrage de fiction de la Suédoise Leyla Assaf-Tengroth, et assistant de production sur son long métrage de fiction Amélia. En 1995, il est assistant sur Pô di Sangui de Flora Gomes.
En 2012, il réalise Kadjike, long métrage de fiction sur le bouleversement apporté par un gang de dealers lorsqu'ils occupent une île de l'Archipel des Bijagos où les Bijagos vivent selon les anciennes traditions et dans l’absolu respect de la nature. Le film est essentiellement diffusé en festivals.
Un hommage à son cinéma est organisé en 2014 au  Cineport, Festival de cinéma des pays lusophones de à João Pessoa, Paraiba, Brésil. Il parcourt également la même année la Guinée-Bissau en projetant en cinéma ambulant des images inédites de la lutte de Libération. Il participe aux séminaires Visionary Archives en 2012 à Berlin, en 2014 au Caire et en 2015 à nouveau à Berlin. Des images d'archives de la lutte de Libération de Guinée-Bissau sont également projetées en 2017 au MoMa de New York. Cette même année, il est invité à présenter ses films au Robert Flaherty Film Seminar. La réalisatrice portugaise Filipa César lui propose de participer à une initiative de restauration des archives des luttes pour l'indépendance de la Guinée-Bissau, projet qu'elle documente dans le long métrage Spell Reel où il apparaît.
Il est nommé en 2015 secrétaire d’État aux Combattants de la Liberté dans le gouvernement de Carlos Correia et conçoit un programme d'éducation rural par l'audiovisuel, mais il n'y reste que sept mois, le gouvernement étant tombé le 12 mai 2016. Il crée la même année le Cadjigue, musée virtuel du patrimoine Immatériel et culturel des Bijagos. L’Association Cadjigue pour la défense de la culture Bijagó est légalisée en 2018.
En 1987, il est assistant-réalisateur et assistant de production sur Mortu Nega de Flora Gomes qui se déroule également durant la Guerre d'indépendance de la Guinée-Bissau. Dans Xime, qui se situe en 1962, année qui précède le début de cette guerre, l'opposition aux autorités coloniales se précise tandis que se déroulent les rituels traditionnels de passage à l'âge adulte. Et dans Nome, un combattant renommé de la guerre d'Indépendance devient un truand une fois celle-ci obtenue.
Son cinéma entrelace ainsi les luttes d’indépendance contre l’occupation portugaise et une méditation sur la destruction des sociétés traditionnelles en Guinée-Bissau. Il y voit un modèle écologique où les humains acceptent les puissances naturelles auxquelles ils savent appartenir pour affronter les défis du monde moderne.

## Filmographie

### Documentaires
- 1976 : O retorno de Cabral (Le Retour d'Amilcar Cabral), 31 minutes, sur le rapatriement des restes d'Amilcar Cabral[4], coréalisé avec Flora Gomes, Josefina Lopes Crato, José Bolama Cobumba et Djalma Martins Fettermann, avec José Bolama Cobumba comme preneur de son, monté par Sana na N'Hada.
- 1976 : Anós nô Ossá Lutá (littéralement : Nos années de lutte), 15 minutes, coréalisé avec Florentino Flora Gomes, Josefina Lopes Crato, José Bolama Cobumba.
- 1978 : Les Jours d’Ancono,  26 minutes, commandé par l’UNESCO.
- 1984 : Fanado (La Circoncision), 26 minutes.
- 2005 : A Nossa Guiné, versions 26 et 52 minutes.
- 2005 : Bissau d'Isabel, 52 minutes.
- 2020 : Macaréu, court métrage en cours de finition.

### Longs métrages de fiction
- 1994 : Xime
- 2013 : Kadjike (Le Bois sacré)
- 2023 : Nome

## Distinctions

### Récompenses
- Xime reçoit le prix spécial du jury au Festival international du film d'Amiens de 1994[6] et au festival du premier film d'Annonay en 1995, ainsi que le prix de la communication interculturelle  à Vues d'Afrique en 1995. Le film est également primé aux Journées cinématographiques de Carthage.
- Bissau d'Isabel reçoit le prix RTP África du meilleur documentaire au Festival Imagens en 2005.
- La radio RDP África décerne à Sana na N'Hada son Prémio Prestigio en 2016[7].

### Sélections et nominations
- Festival de Cannes 1994, sélection en section Un certain regard pour Xime[8]
- Festival de Cannes 2023, sélection à la section ACID pour Nome[9].

## Réutilisation de son œuvre
Dans son essai cinématographique Sans soleil, Chris Marker réutilise des images du carnaval de Bissau tournées par Sana Na N'Hada que Mário Pinto de Andrade lui avait présenté.